# Francesco Casnati
Francesco Casnati (Szombathely, 26 luglio 1892 – Como, 24 giugno 1970) è stato un giornalista italiano.

## Biografia
Nacque in Ungheria nel 1892, da padre italiano e madre boema, e visse poi a Vienna. Fu condirettore del Corriere della Sera, con Ugo Ojetti, fino all'avvento del fascismo; poi ebbe un impiego come contabile presso una tessitura di Como. Collaborò con il quotidiano cattolico comasco L'Ordine e Pegaso.
Divenne assistente e in seguito, fino al 1962, docente di Letteratura italiana contemporanea alla Università Cattolica del Sacro Cuore di Milano.
Morì il 24 giugno 1970.

## Opere (parziale)
- Novecento, Milano, Vita e Pensiero, 1932.
- I drammi cristiani, Milano, Vita e Pensiero, 1933.
- Proust, Brescia, Morcelliana, 1933.
- Baudelaire, Brescia, Morcelliana, 1936.
- Lotta con l'angelo, Milano, Vita e Pensiero, 1942.